# ひき逃げ (映画)
『ひき逃げ』（ひきにげ）は1966年4月16日に公開された日本映画。製作、配給は東宝。モノクロ、東宝スコープ。

## キャスト
以下の役名と出演者名は特に記載のない限り東宝に従った。
- 伴内国子：高峰秀子
- 伴内隆一（国子の夫）：小川安三[2]
- 伴内武（国子の長男）：小宮康弘[2]
- 柿沼久七郎 ：小沢栄太郎
- 柿沼絹子（久七郎の妻）：司葉子[3]
- 柿沼健一（絹子の長男）：平田郁人[2]
- 川島友敬：加東大介
- 小笠原進：中山仁
- 林弘二（国子の弟）：黒沢年男[2]
- ふみ江（女中）：賀原夏子[3]
- 兼松久子：浦辺粂子
- 取調官：稲葉義男、加藤武
- 黒金周一：土屋嘉男
- 菅井清：佐田豊
- 巡査：柳谷寛
- 刑事部長：田島義文
- 相良：中北千枝子[3]
- 今西弁護士：清水元
- 取調官：向井淳一郎
- 楓林の女：浦山珠美[2]、出雲八重子
- 連れの女：小野松枝
- 高木はつ子：記平佳枝
- 十朱久雄
- 青野平義
- 小栗一也
- 生方壮児
- 田辺和佳子
- 内山みどり
- 矢野陽子
- 松木路子
- 杉浦千恵
- 宮内偉雄
- 古田俊彦
- 佐竹弘行
- 手塚勝巳

## スタッフ
- 製作：清水雅[要出典]
- 製作補：森岩雄[要出典]
- ゼネラルプロデューサー：藤本真澄[要出典]
- 脚本：松山善三[1]
- 音楽：佐藤勝[1]
- 撮影：西垣六郎[1]
- 美術：中古智[1]
- 録音：斎藤昭[1]
- 照明：平野清久[1]
- 編集：大井英史[1]
- チーフ助監督：川西正純[1]
- 製作担当者：古賀祥一[1]
- 合成：泉実[1]
- 整音：下永尚[1]
- 現像：キヌタ・ラボラトリー[1]
- 監督：成瀬巳喜男[1]

## 同時上映
- 狸の王様
  - 脚本：坪島孝、山本嘉次郎／監督：山本嘉次郎／主演：小林桂樹
  - 「狸」シリーズ第3作。